# Antonio Dipollina
Antonio Dipollina (Tusa, 4 dicembre 1960) è un giornalista, critico televisivo, scrittore e blogger italiano.

## Biografia
Si è iscritto all'ordine dei giornalisti del Lazio il 19 ottobre 1992. Ha scritto per il primo numero di Linea bianca nel 2004, e ha presenziato in due occasioni al Telefilm Festival. Nel 2005 ha ricevuto il Premio Flaiano per la critica televisiva. Collabora con La Repubblica, sia con una rubrica intitolata Canal Grande che con il trafiletto del lunedì Schermaglie, che include varie citazioni tratte da programmi televisivi, prevalentemente in ambito sportivo, della settimana precedente; ha una rubrica fissa (Smart Card) su Il Venerdì.

## Opere
- Quando c'era 90º minuto, Sperling & Kupfer,  2005, pp. 149, ISBN 8820040395
- Ibra! La biografia, Baldini Castoldi Dalai, 2009, pp. 211, ISBN 8860734916